# Увакве, Учечукву
Учечукву Увакве (англ. Uchechukwu Uwakwe; 3 июля 1979) — нигерийский футболист, полузащитник.

## Биография
Выступал за нигерийскую «Эньимба», тоголезскую «Этуаль Филанте» и грузинское «Динамо» из Батуми.
В зимние межсезонье 2000/01 перешёл в симферопольскую «Таврию». По итогам сезона «Таврия» заняла 7 место в Высшей лиге и заявилась на Кубок Интертото. Во втором раунде «Таврия» обыграла болгарский «Спартак» из города Варна, на выезде крымчане обыграли (0:2) и дома сыграли вничью (2:2). Увакве участие в играх не принял. В следующем раунде «Таврия» играла с французским «Пари Сен-Жерменом». Домашний матч «Таврия» проиграла (0:1), Увакве вышел на 86 минуте вместо Гочи Трапаидзе. В Париже «Таврия» также проиграла (4:0) и вылетела из турнира. Увакве участие в матче не принял. В чемпионата Украины дебютировал 11 июля 2001 года в матче против львовских «Карпат» (3:0), Учечукву вышел на 88 минуте вместо Васила Гигиадзе.
Всего за «Таврию» провёл 13 матчей и забил 1 гол в чемпионате Украины и 1 матч в Кубке Украины. Увакве запомнился плохой игрой.
После играл за английский «Форд Юнайтед», норвежский «Эгерсунн» и вьетнамский «Сонглам Нгеан».